# Middelsluis
Middelsluis is een buurtschap in de gemeente Hoeksche Waard, in de Nederlandse provincie Zuid-Holland. De buurtschap ligt even ten noorden van Numansdorp in het zuiden van de gemeente.